# オーストラリアの森林火災

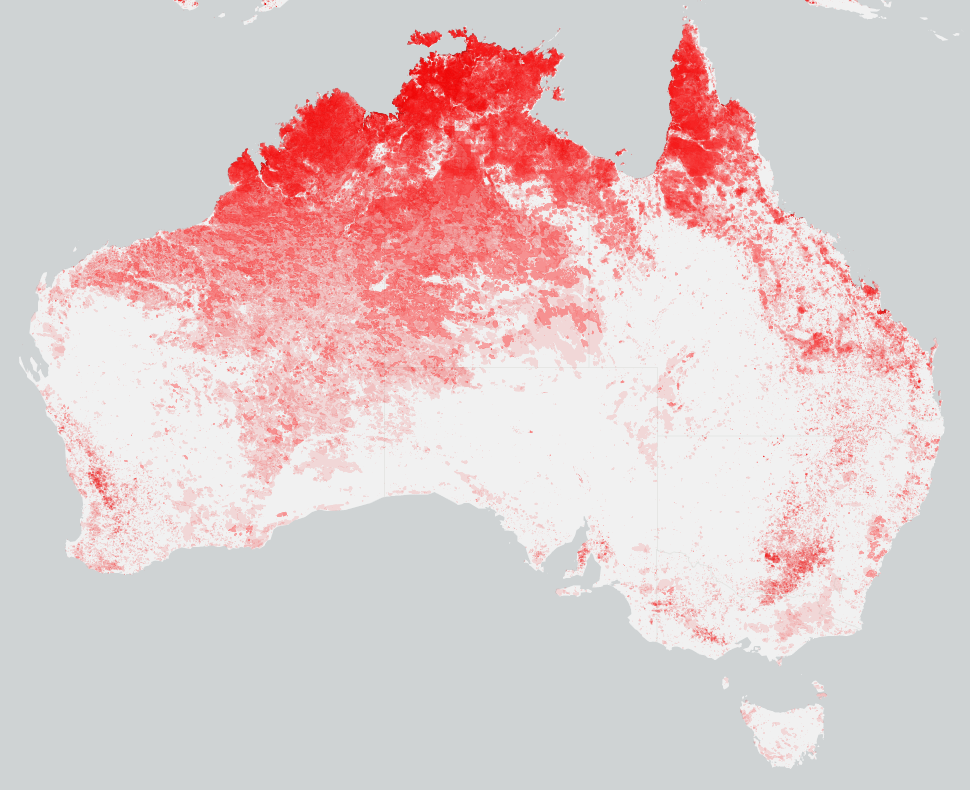
NASAの可視域・赤外線放射観測計MODISによる2001年6月から2019年5月までの山火事の影響を受けた地域を赤く表示した図

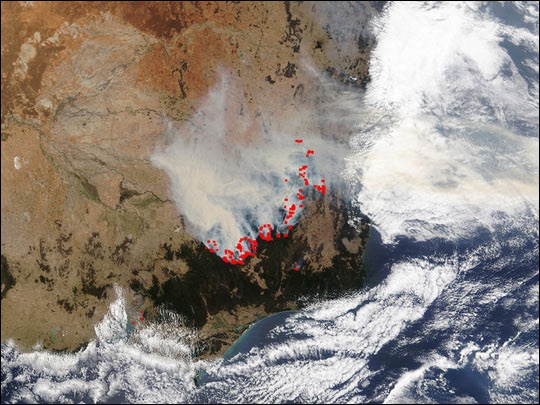
2003年ビクトリア州東山岳部の山火事の衛星写真と火事が起きている場所

オーストラリアの森林火災（英語：Bushfires in Australia）では、オーストラリアで発生する森林火災について記述する。
人間や動物たちの多くを死傷させているが、その一方オーストラリアの原生植物の一部は、繁殖の手段として火災を利用する形に進化している。例として、バンクシアという植物は、火災の刺激を受けて種をまくようになっている。このようにオーストラリア大陸で発生する火災は自然環境の一環として、生態系に受け入れられていた。また原住民のアボリジニも、降雨量が多い限られた地域で焼畑農業で野焼きを行っていた。
しかし、西洋人の無計画な森林伐採・野焼き・火の管理と、燃えやすい植物の導入、そして気候変動により、森林火災が拡大するようになった。

## 英語での呼称

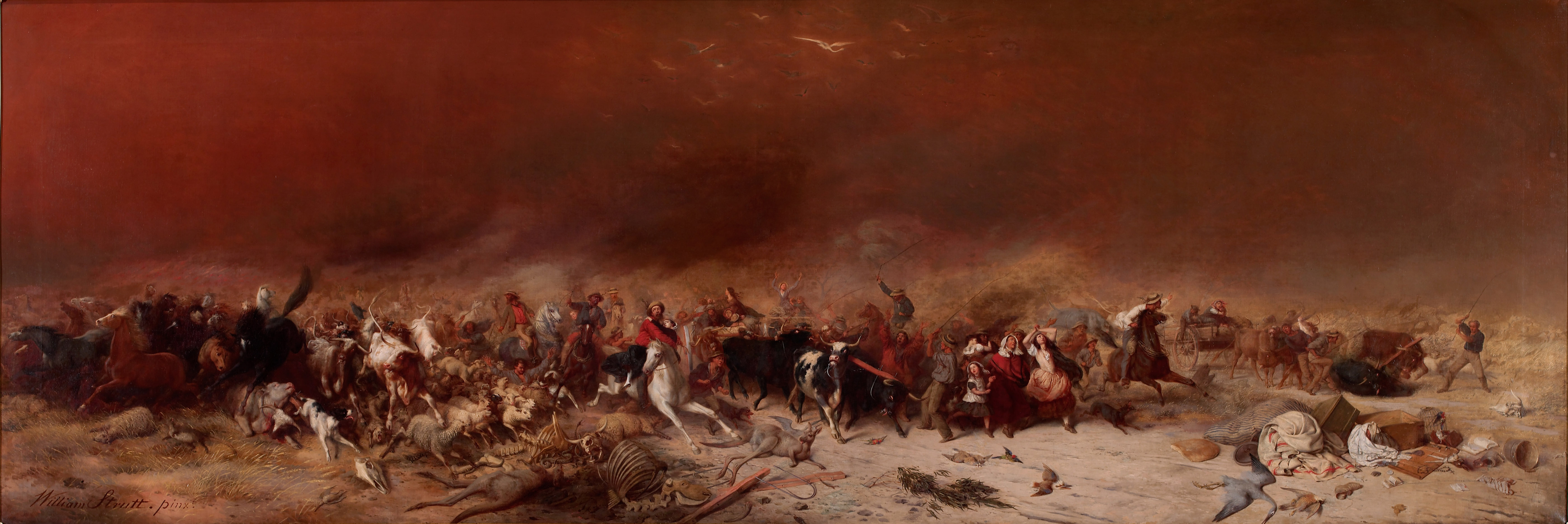
1851年2月6日に発生したヴィクトリア州の森林火災の様子。

英語で山火事や森林火災は一般に wildfire と表現するが、オーストラリアでは bushfire と表現される。bush は低木や低木帯を意味する語であるが、オーストラリアやニュージーランドの方言では主に The bush の形で未開発地域や僻地という意味がある。こういった地域は、農業や林業に不向きで、アクセスも悪く大抵の場合は自然保護区のような形になっている。

## 原因

### 直接的な原因
自然現象
- 落雷
- 強風による送電線の倒壊

人為的
- 送電線からのアーク放電
- 放火（タバコ、マッチのポイ捨て含む）、野焼き、焼き畑、キャンプファイヤー
- 放電などで金属をつなぐ溶接作業、金属を削るグラインダーのような火花が出る作業

動物の習性によるもの
オーストラリアに棲息するトビ、フエナキトビ、チャイロハヤブサらの鳥は、火が付いた枝を草原に落とし発火させる事で、火から逃げる餌を捕らえる習性を持つ。

### 間接的な要因
乾燥した気候により燃えやすく、非常に強い風が吹きやすい事から燃えた後に拡大しやすい。とくに、ダイポールモード現象によって降雨量が低下し日照量が大きくなると、ちょっとした火でも発生しやすくなる。
原住民のアボリジニは決められた野焼きの管理を行っており、この地域を訪れた多くの冒険家はそれに言及してる。冒険家のジェームズ・クックは、その野焼きから「煙の大陸（This continent of smoke）」とも呼んでいた。生物学の専門家で環境保護活動を行っているメルボルン大学教授ティム・フラナリーは、「西洋人が大陸を管理するようになり大火災の悲劇が起こるようになった」と述べている。別の研究者による2001年の研究では、伝統的な野焼きのやり方を捨て、制限のない伐採と野焼きを行った事により、オーストラリアの多くの地域、特に乾季に大規模な山火事が発生しやすくなったと発表している。2017年の研究では、大木を伐採し、低木しか残らなくなったことで大火事が起きやすくなったと発表された。
植生の変化
1942年から2014年に侵略型有害外来植物と認定されるまで、燃えやすいアフリカ原産のガンバグラスが牧草として大量に植えられてきた。ガンバグラスは繁殖力が高く、在来植物を駆逐しながら住宅街にまで進出し、火事の際に火の手を拡大させる。

## 動植物への影響

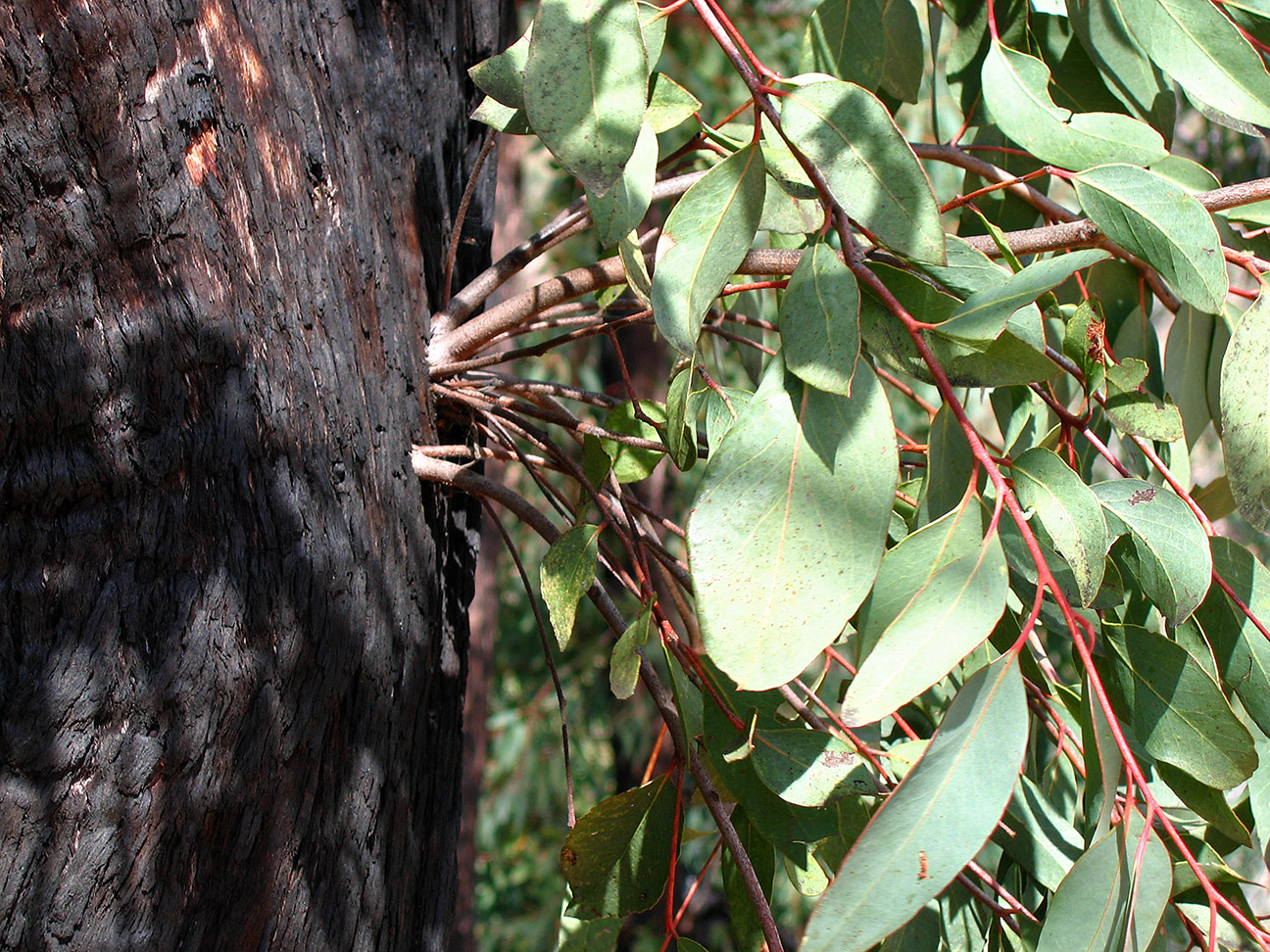
火災後に内側から出るユーカリの胴ぶき。火事に適応進化した一例で、他に栄養分を貯め込み火事後に芽吹く肥大化した根（リグノチューバ）などの対策が行われている。

火災生態学で、火災後の生態系について研究がなされている。
植物
オーストラリアの植物は火災に備えた形に進化しており、その例の一部として、以下のものがある。
- 焦げた表皮の下から出てくる胴ぶき
- 栄養を貯め込み火災後に芽吹く肥大化した根リグノチューバ
- 種は火災後にまかれたり、火災後の最初の雨をトリガーに芽が出るようになっていたりする。

動物
哺乳類は逃げたり、川や水辺に避難し、小型の両生類などは湿った土や岩の下などに避難する。しかし、これらが出来なかった動物は、炎や煙に巻かれ死亡することになる。

## 対策

### 政府による対策
オーストラリア気象局は火災天気予報（fire weather forecasts）という情報を提供している。温度、相対湿度、風速、植物の乾燥度合から予測され、新聞やラジオ、テレビ、インターネットを通じて伝達される。また、人工衛星や無人航空機を使ったリアルタイム山火事監視システムも開発され、それらの情報も予測や研究に貢献している。
2009年、標準化された火災危険評価（Fire Danger Rating、略：FDR）がオーストラリアのすべての州で採用された。
| Category                | Fire Danger Index           |
| ----------------------- | --------------------------- |
| Catastrophic / Code Red | Forest 100+ Grass 150+      |
| Extreme                 | Forest 75–100 Grass 100–150 |
| Severe                  | Forest 50–75 Grass 50–100   |
| Very high               | 25–50                       |
| High                    | 12–25                       |
| Low to moderate         | 0–12                        |

### 現地での対策
防火帯とよばれる空き地を作ることで、燃え広がる地域を限定させている。
消防士が火災に対する理解と対策をするために開発された25mの風洞施設Pyrotronが建設された。
火事が起きそうな期間は、消防局によって Total Fire Ban（火気使用禁止令）が発令され、火の取り扱いを制限する。この期間にマッチやたばこのポイ捨て、野外調理等が通報されれば逮捕される。
山火事が発生しやすい地域の住民には、火災の場所に関する情報や避難情報に関する教育や情報提供が行われている。
山火事が起きやすい地域での建築基準法AS3959がある。

## 一覧
- 1983年オーストラリア森林火災
- 2009年ビクトリア州森林火災
- オーストラリア森林火災 (2019年-2020年)